# Praça Vilas Boas
A Praça Vilas Boas, conhecida também por Praça do Peixe, por ter um formato semelhante a de um peixe, fica situada em Campo Grande, Mato Grosso do Sul, Brasil. Apesar de ter sido revitalizada, foi abandonada, como a maioria das praças da Cidade Morena. O Bairro Vilas Boas também é conhecido pelos inúmeros assaltos ocorridos recentemente em suas redondezas.